# Věra Tichánková
Věra Ticháková (ur. 7 grudnia 1920 w Žarnovickiej Hucie, zm. 9 stycznia 2014 w Pradze) – czeska aktorka filmowa i telewizyjna.

## Filmografia
Seriale
- 1966: Eliska a jeji rod jako Anezka Hrdlickova
- 1975: Pod jednym dachem jako Marie Vobornikova
- 2004: Agentura ''Puzzle''
- 2009: Expozitura

Filmy
- 1958: Tęsknota
- 1963: Strażnik dynamitu jako Joudalova (segment Stopy)
- 1976: Dym z ziemniaków jako Pulpanova
- 1981: Koszenie Jastrzębiej Łąki jako Stara matka
- 1984: Anielska diablica jako Doušová
- 1988: Anioł uwodzi diabła jako Doušová
- 2007: Butelki zwrotne jako Lamkova